# واتسلاوویتسه
واتسلاوویتسه (به چکی: Václavovice) یک منطقهٔ مسکونی در جمهوری چک است که در شهرستان استراوا-میستو واقع شده‌است. واتسلاوویتسه ۵٫۶۷ کیلومتر مربع مساحت و ۱٬۵۸۱ نفر جمعیت دارد و ۳۰۴ متر بالاتر از سطح دریا واقع شده‌است.